# Habitatge al carrer del Fossar, 16 (Rupit)
L'Habitatge al carrer del Fossar, 16 és una casa de Rupit i Pruit (Osona) inclosa a l'Inventari del Patrimoni Arquitectònic de Catalunya.

## Descripció
Casa entre mitgeres, assentada sobre el desnivell del terreny i orientada a tramuntana. El carener és paral·lel a la façana. La banda de migdia mira vers la riera de Rupit. La part nord-oest forma punt rodó i s'hi endevinen restes d'un antic portal o finestra. El portal és rectangular amb llinda datada (1636), i al damunt s'obre un balconet amb barana de ferro. Al segon pis hi ha un petit porxo amb barana de fusta.
És construïda amb pedra sense polir, i alguns sectors són arrebossats. Els elements de ressalt són de pedra picada. La teulada gairebé no té voladís.

## Història
La importància de les cases d'aquest carrer rau sobretot en la bellesa arquitectònica i la unitat dels edificis que la integren, tots ells construïts als segles xvii i XVIII i que han estat restaurats recentment amb molta fidelitat.
L'establiment de cavallers al Castell de Rupit als segles xii i xiii donaren un caire aristocràtic a la població, al segle xiv la demografia baixa considerablement. Al fogatge del segle xvi ja s'observa una certa recuperació i a partir del segle xvii comença a ser nucli important de població, ja que durant la guerra dels Segadors, al 1654, s'hi establiren molts francesos.